# Jean-Louis Laneuville
Pour les articles homonymes, voir Neuville.
Jean-Louis Titon La Neuville, dit Jean-Louis Laneuville, né Jean-Louis Titon le 26 décembre 1756 à Paris où il est mort le 26 mars 1826, est un peintre français.

## Biographie
Jean-Louis Laneuville serait le fils naturel illégitime de Jean-Baptiste-Maximilien Pierre Titon de Villotran, seigneur du Plessis et de La Neuville, conseiller au Parlement de Paris, rapporteur dans l'affaire du collier de la reine et qui meurt guillotiné en 1794.
Après avoir été un des élèves de Jacques-Louis David, il devient un portraitiste talentueux et réputé, dont la manière combine un style de représentation néoclassique à des fonds neutres. 

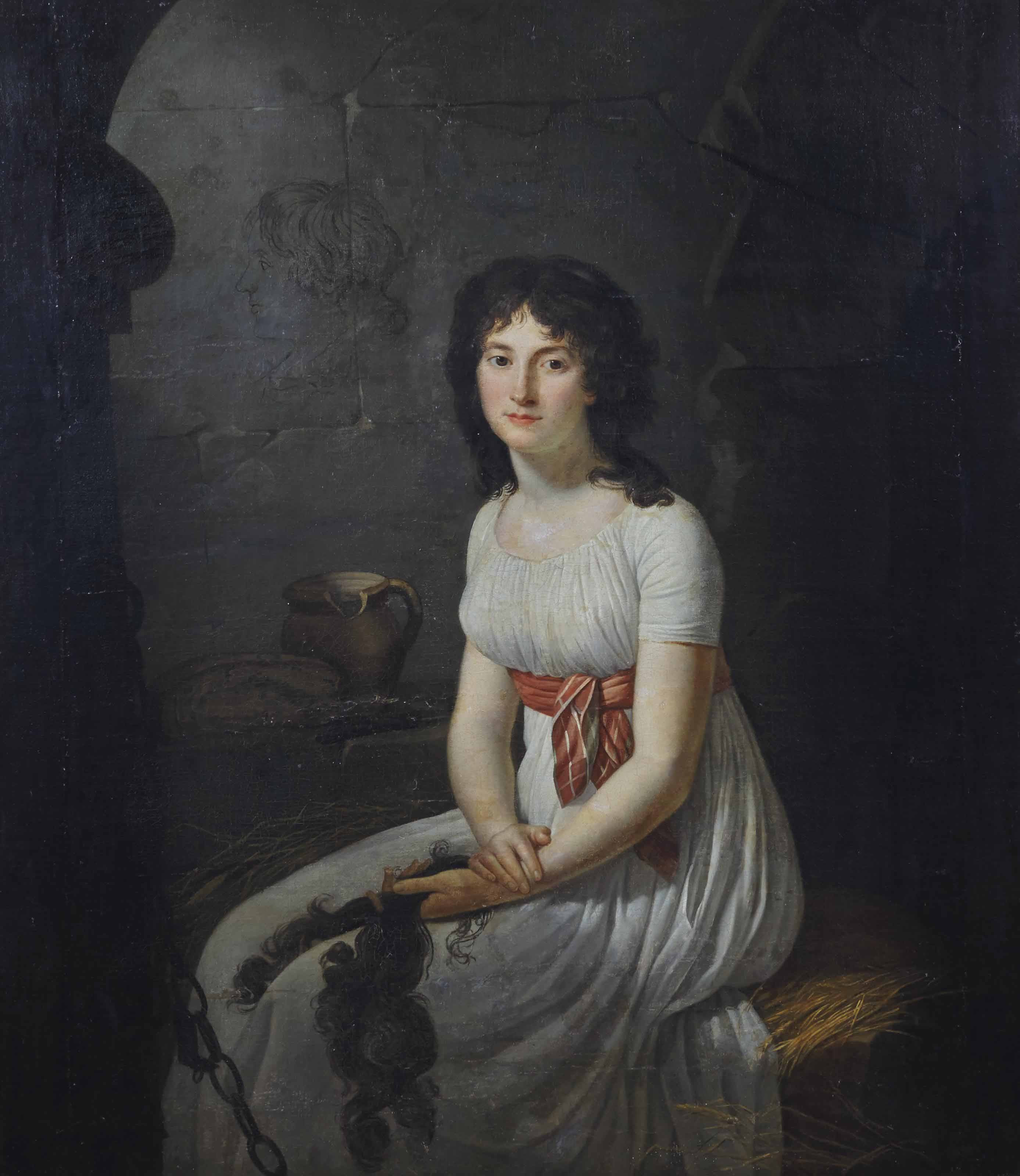
La Citoyenne Tallien dans un cachot à la Force, localisation inconnue.

Il expose régulièrement au Salon du Louvre de 1791 à 1817.
Il exerce également une activité de marchand d'art et d'expert en tableaux lors de ventes publiques et auprès de l'administration des douanes. Sa collection personnelle et son fonds d'atelier sont dispersés en vente publique du 5 au 7 juin 1826 à son domicile 15, rue Saint-Marc à Paris.

## Collections publiques
Allemagne
- Brême, Kunsthalle :
  - Portrait de Bertrand Barère de Vieuzac, vers 1793, huile sur toile.
  - Bertrand Barère de Vieuzac, estampe.

États-Unis
- Musée d'art de l'université de l'Indiana :
  - Portrait du conventionnel Jean Debry, huile sur toile
  - Portrait de Jean Debry, estampe.

France
- Châtenay-Malabvry, Maison de Chateaubriand : Portrait de Louis-François Bertin, dit Bertin l'Aîné, 1796-1797, huile sur toile, 64 × 54 cm[4].

- Paris, musée Carnavalet :

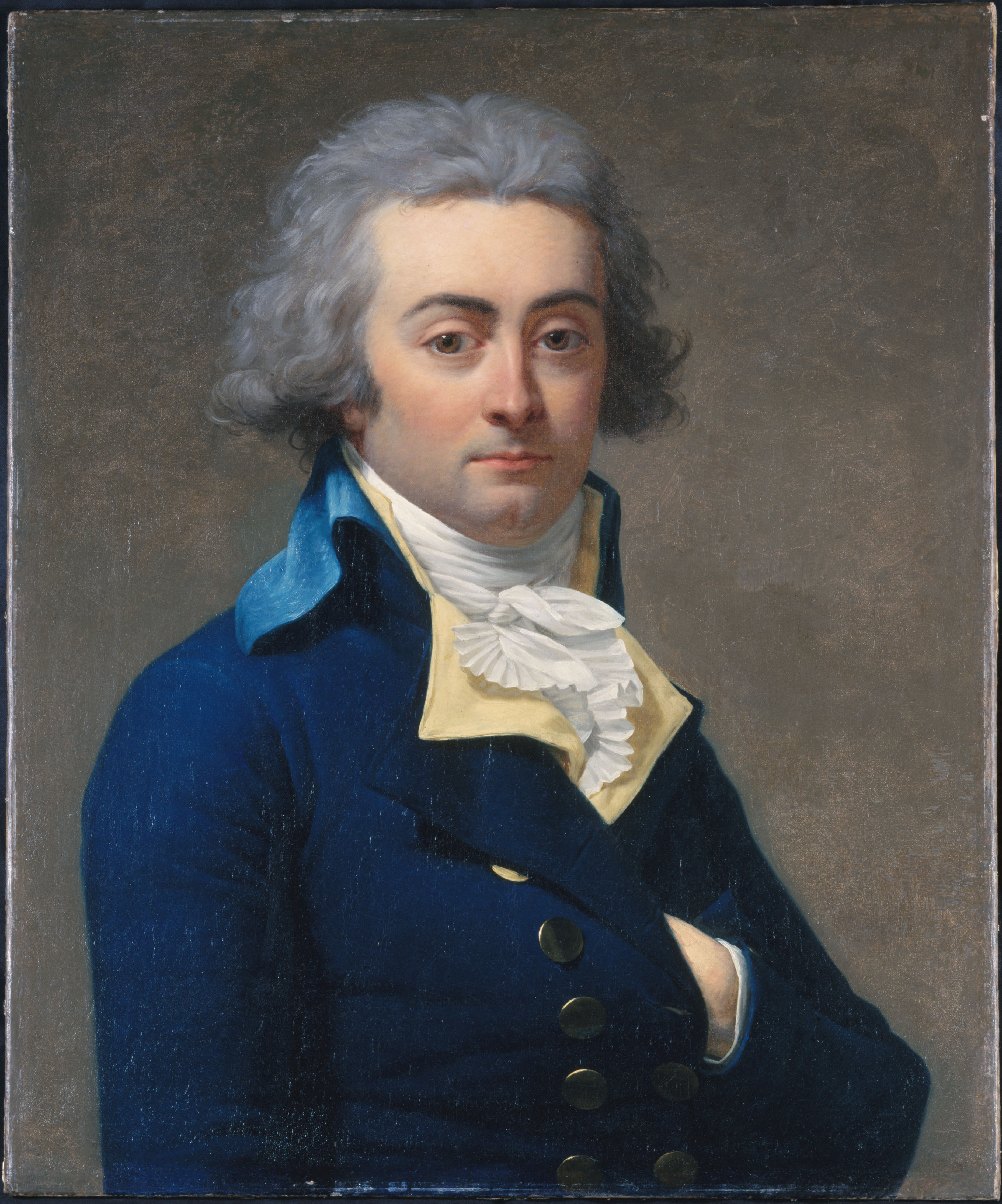
Portrait de Marie-Jean Hérault de Séchelles, Paris, musée Carnavalet.

  - Portrait de Marie-Jean Hérault de Séchelles (1760-1794), président de la Montagne à la Convention, rédacteur de la constitution de l'an I, membre du Comité de salut public, huile sur toile[5] ;
  - Portrait du ministre de l'Intérieur Jules François Paré, huile sur toile.
- Troyes, musée des Beaux-Arts :
  - Portrait de la mère de Danton, huile sur toile ;
  - Portrait de la sœur de Danton, huile sur toile.
- Versailles, musée de l'Histoire de France :
  - Portrait du député Joseph Delaunay, huile sur toile ;
  - Portrait du maréchal Serurier, huile sur toile ;
  - Le Maréchal Serurier, estampe[6] ;
  - Pierre-François-Joseph Robert (1763-1826), 1792, huile sur toile[7] ;
  - Pierre-François-Joseph Robert, estampe[8].

## Salons
- 1793 : Portrait de Joseph Delaunay.
- 1795 : Portrait de Louis Legendre.
- 1796 : Portrait de Thérèse Cabarrus, la citoyenne Tallien, dite Notre Dame de Thermidor.
- 1808 : Portrait de Serurier.

## Expositions
Le musée de la Révolution française de Vizille a organisé une exposition sur ses œuvres, Face à face Laneuville et Martin de Grenoble, du 28 juin au 28 octobre 2014.